# Sam Underhill
Samuel („Sam“) Gregory Underhill (* 22. Juli 1996 in Dayton, Ohio, Vereinigte Staaten) ist ein englischer Rugby-Union-Spieler. Er spielt auf der Position des Flügelstürmers für den Verein Bath Rugby und die englische Nationalmannschaft. Zu seinen Erfolgen gehören ein Vizeweltmeistertitel und ein Turniersieg bei Six Nations mit England (inkl. Grand Slam).

## Biografie

### Vereinskarriere
Underhill verbrachte seine ersten Lebensjahre in Dayton im US-Bundesstaat Ohio, wo sein Vater mit der Royal Air Force stationiert war. Als Zehnjähriger zog er dann mit seiner Familie nach Großbritannien und lebte danach in Gloucester. Er spielte zunächst Fußball, wechselte aber unter dem Einfluss seines Sportlehrers, des früheren walisischen Nationalspielers Rhys Williams, zum Rugby. Im Alter von erst 17 Jahren gab Underhill am 1. Februar 2014 sein Profidebüt bei Gloucester Rugby in einem Spiel des Anglo-Welsh Cup gegen die Wasps. Seine erste Partie in der Premiership folgte im Mai desselben Jahres. Sein Verein war nicht damit einverstanden, dass er seine Rugbytätigkeit mit einem Studium kombiniert. Aus diesem Grund wechselte er 2015 zunächst zu den Bridgend Ravens; ebenso begann er an der Cardiff University Wirtschaft zu studieren. Zu Beginn der Saison 2015/16 stieß er dann zu den Ospreys in der Pro14.
Auf die Saison 2017/18 ging Underhill zurück in die englische Premiership, nachdem er von Bath Rugby für drei Jahre verpflichtet worden war. Er verlängerte seinen Vertrag im Januar 2020 um drei Jahre und nochmals im Dezember 2022 für eine nicht genannte Zeitspanne.

### Nationalmannschaft
Underhill führte die U18-Nationalmannschaft als Kapitän an und gewann mit ihr die Europameisterschaft 2014. Im April 2017 berief ihn Nationaltrainer Eddie Jones in den Kader der englischen Nationalmannschaft der Mid-year Internationals 2017. Sein erstes Test Match absolvierte er am 10. Juni als Einwechselspieler beim 38:34-Auswärtssieg gegen Argentinien. Eine Woche später stand er beim 35:25-Sieg gegen den gleichen Kontrahenten erstmals in der Startformation. Nachdem er 2018 zum ersten Mal bei einem Six-Nations-Turnier eingesetzt worden war, fehlte Underhill 2019 wegen einer Gehirnerschütterung, die er sich bei einem Meisterschaftsspiel zugezogen hatte. 2019 nahm er an der Weltmeisterschaft teil. Er spielte in der Vorrunde gegen Tonga und Argentinien, im Viertelfinale gegen Australien und im Halbfinale gegen Neuseeland. Auch im Finale, das mit 12:32 gegen Südafrika verloren ging, stand er im Einsatz.
Wenige Monate darauf war Underhill am Turniersieg der Engländer beim Six Nations 2020 beteiligt, wobei er in vier von fünf Partien spielte und beim 13:6-Sieg über Schottland zum „Man of the Match“ gewählt wurde. Ebenfalls 2020 trug er zum Turniersieg der Engländer beim Autumn Nations Cup bei. Am 4. Juli 2021 erzielte er gegen die Vereinigten Staaten seinen ersten Versuch auf internationaler Ebene. Zwei Jahre später gehörte Underhill zunächst dem erweiterten Trainingskader im Hinblick auf die Weltmeisterschaft 2023 an, doch Nationaltrainer Steve Borthwick berücksichtigte ihn letztlich nicht. Nachdem sich jedoch Jack Willis verletzt hatte, wurde Underhill im Verlaufe des Turniers nachnominiert. Er bestritt daraufhin das Spiel um Platz drei gegen Argentinien, das mit einem 26:23-Sieg endete.

## Erfolge
England:
- U18-Europameistertitel 2014
- Vizeweltmeister 2019
- Sieger Six Nations 2020
- Sieger Autumn Nations Cup 2020